# Anthoceros
Az Anthoceros a Becősmohák törzsén belül az Anthocerotaceae családba tartozó növénynemzetség. A nemzetség fajai az egész világon megtalálhatóak. A nemzetség neve "szarv virágot" jelent, ami a jellegzetes szarv alakú sporofitonokra utal. A Földön 64 faj tartozik ebbe a nemzetségbe.

## Jellemzőjük
A nemzetség fajainak kis vagy közepes méretű zöld színű telepük, ún. thalluszuk van. A telep széle többé kevésbé lebenyes, hullámos. A spórák sötét szürkék, barnásak vagy feketék. A spóra színe a legkönnyebb határozóbélyeg, mert a rokon Phaeoceros nemzetség fajainak sárga színű spórái vannak. A fajokat legkönnyebben a spórák felszíni mintázatai alapján lehet megkülönböztetni egymástól.
Az Anthoceros nemzetség sporofiton felépítése sokkal összetettebb mint májmohák sporofitonja (pl. Riccia, Marchantia vagy Pellia nemzetség). A sporofiton három részből áll: talp, átmeneti zóna és spóratok, seta (spóratok nyél) nincs. A sporofiton tövét körbe veszi csőszerően a telep, amit involucrumnak nevezünk. A sporofiton a telep felső, dorzális részéből nő ki.
Anthoceros fajok szimbiózisban élnek a Nostoc nemzetségbe tartozó cianobaktériumokkal. A cianobaktériumok a becősmohák telepén belül ún. heterocisztákat hoznak létre, amik képesek a levegő nitrogénjét megkötni és azt felvehetővé teszik a mohák számára.  A Nostoc kolóniák a mohák telepének alsó részén helyezkednek el, szabad szemmel is láthatóak kékes-zöld foltokként, amelyek nyálkás pórusokkal nyílnak a külvilág felé.

### Ivartalan szaporodásuk
- A nemzetség néhány faja képesek a telep (thallus) széttöredezése (fragmentálódása) segítségével szaporodni. Az öregedő telep csúcsi része letörik és abból fejlődnek ki az új növények. Ez a szaporodási forma kevéssé gyakori az Anthoceros nemzetségben mint a telepes májmoháknál.
- Néhány faj (A. tuberosus, A. pearsonii, A hallii) kedvezőtlen környezeti viszonyok között (például szárazság, hideg) a telep szélein sarjtesteket képes növeszteni. A sarjtesteknek a külső sejtburka vastag, ellenálló, a belső sejtekben tápanyag van felhalmozva, így képesek túlélni a kedvezőtlen körülményeket; ha újra megfelelő a nedvesség és a hőmérséklet akkor hamar kihajtanak a mohák a sarjtestekből.
- Néhány fajnál (A. gladulosus, A. formosae, A. propaguliferous) nem a telepek szélénél alakulnak ki sarjtestek, hanem a telepek háti (dorzális) részén. Ezeken lehetnek nyálkás pórusok.[5]

## Elterjedés, élőhely
A trópusi és mérsékelt övi régiókban is megtalálhatóak a nemzetség fajai. A legtöbb faj Indiában él (25 faj).
Ezek a becősmohák főleg nedves anyagos talajon, árkokban, szántóföldeken élnek dombvidéken vagy sík területeken, de hegyvidéken a sziklák közötti árnyékos talajon is megtalálhatóak, néhány faj korhadó fákon is megél.

## Fajok
Világszerte 64 faj tartozik az Anthoceros nemzetségbe. Európában az alábbi fajok élnek:
- Anthoceros agrestis
- Anthoceros caucasicus
- Anthoceros neesii - Veszélyeztetett, kihalással fenyegetett Közép-Európai endemikus faj
- Anthoceros punctatus

Magyarországon csak az Anthoceros agrestis él.

## Fordítás
- Ez a szócikk részben vagy egészben  az   Anthoceros című angol Wikipédia-szócikk ezen változatának fordításán alapul.  Az eredeti cikk szerkesztőit annak laptörténete sorolja fel. Ez a jelzés csupán a megfogalmazás eredetét és a szerzői jogokat jelzi, nem szolgál a cikkben szereplő információk forrásmegjelöléseként.